# Anolis insignis
Espèce
Synonymes
- Dactyloa insignis (Cope, 1871)
- Diaphoranolis brooksi Barbour, 1923

Anolis insignis est une espèce de sauriens de la famille des Dactyloidae.

## Répartition
Cette espèce se rencontre au Panamá et au Costa Rica.

## Publication originale
- Cope, 1871 : Ninth Contribution to the Herpetology of Tropical America. Proceedings of the Academy of Natural Sciences of Philadelphia, vol. 23, no 2, p. 200-224 (texte intégral).